# Fíbula de Lancia

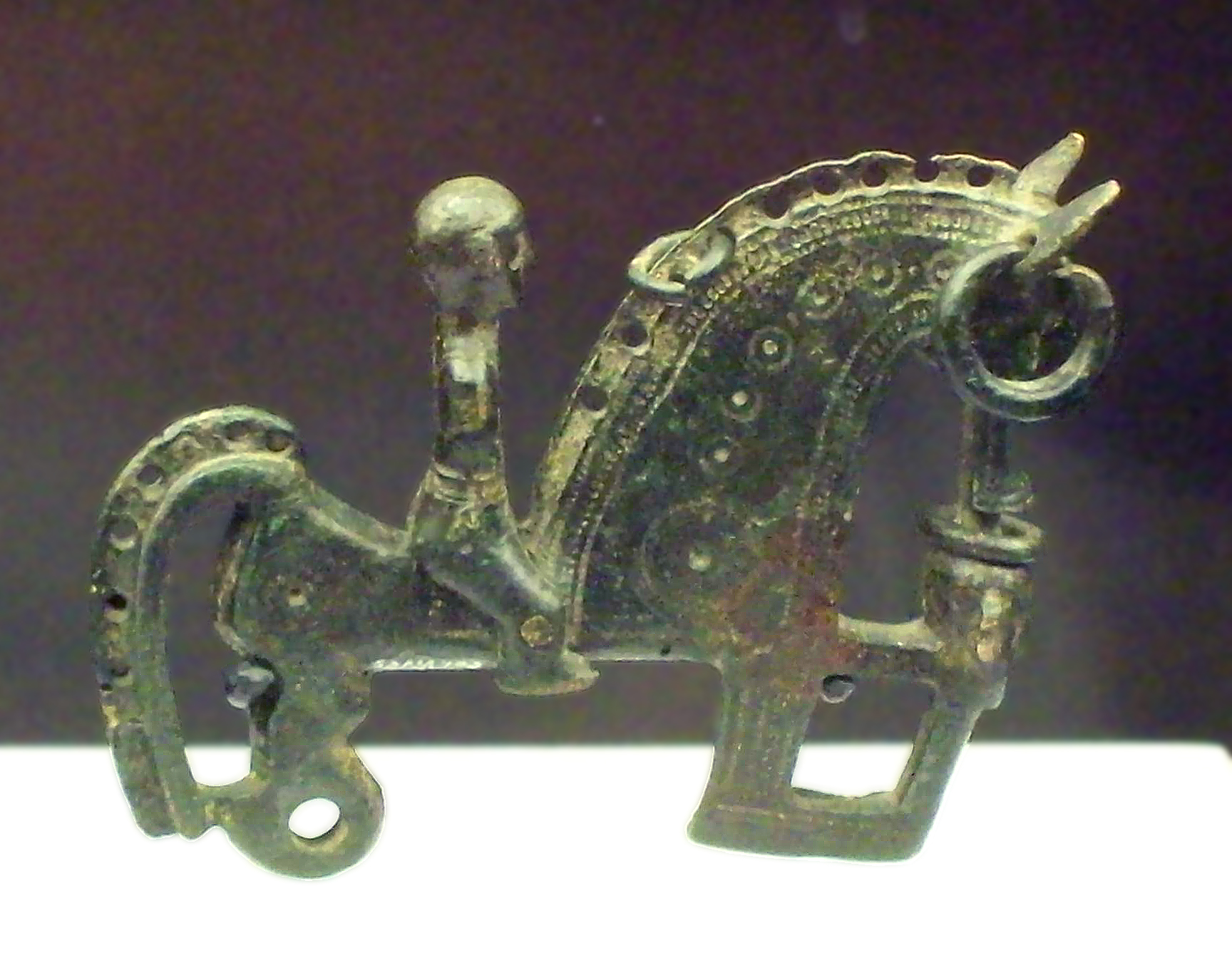
Fíbula de Lancia, expuesta en el Museo Arqueológico Nacional.

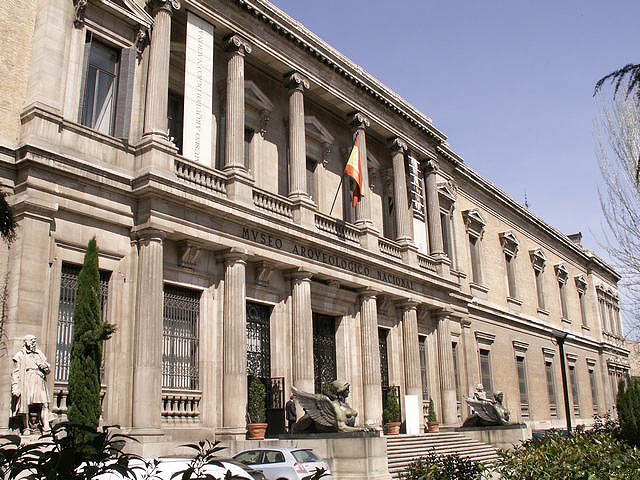
Puerta principal del Museo Arqueológico Nacional (Madrid).

La Fíbula de Lancia o Fíbula celtíbera de Lancia, también fíbula de caballito, es un broche o imperdible de bronce, utilizado para unir la vestimenta, obra de los orfebres astures o celtíberos, (tribus celtas o celtizadas de la península ibérica), entre los años 300 a 101 a. C..

## Hallazgo
Se halló en la zona arqueológica donde se encontraba la antigua ciudad astur de Lancia, en el término municipal de Villasabariego, perteneciente a la provincia de León, Castilla y León (España).

## Simbología
La fíbula representa a un guerrero a caballo y a un guerrero vencido con su cabeza situada bajo la cabeza del equino; estas fíbulas solo serían portadas como emblemas por la élite guerrera de la época.

## Características
- Forma: zoomorfa.
- Material: bronce.
- Estilo: Edad del Hierro II, Celtibérico.[2]
- Técnica: Fundición.
- Altura: 7,4 centímetros.
- Longitud: 9,2 centímetros.
- Grosor: 0,8 centímetros.

## Conservación
La pieza se expone de forma permanente en el Museo Arqueológico Nacional de España, en Madrid con el número de inventario 22925.